# T-1教練機
T-1教練機是二次大戰後日本首次研發的軍用機，由於二戰後重建航空自衛隊初期使用美製教練機而想到要研製國產教練機，此機以美製F-86軍刀戰鬥機為藍本而由富士重工業於1958年推出，故T-1可以說是F-86的雙座教練機型，初期採用英國製噴射發動機（T-1A），之後改用日本國產發動機（T-1B），T-1教練機已於2006年退役

## 基本資料
- 乘員:2名
- 機長:12.12米
- 翼展:10.5米
- 機高:4.08米
- 空重:2,420公斤
- 最大起飛重:5,000公斤
- 最快速度:925公里/小時(在6,100米高空)
- 巡航速度:620公里/小時(在9,150米)
- 航程:1,300公里(祇用機內燃料)/1,950公里(掛上副燃料箱)
- 昇限:14,400米
- 發動機:日本石川島播磨重工製噴射發動機(推力=13.7kN)
- 武裝:機頭一支M2重機槍+兩個340公斤炸彈

## 關連條目
- T-2教練機
- T-4教練機
- F-86軍刀戰鬥機